# Tadeusz Smoliński
Tadeusz Kazimierz Smoliński (ur. 13 maja 1937 w Poznaniu, zm. 4 marca 2022) – polski prawnik, specjalista prawa konstytucyjnego, prof. dr hab.

## Życiorys
W 1960 ukończył studia prawnicze na Wydziale Prawa i Administracji Uniwersytetu im. Adama Mickiewicza, w tym samym roku rozpoczął pracę w Zakładzie Prawa Państwowego UAM. Równocześnie w latach 1960-1962 odbył aplikację sądową, w 1963 zdał egzamin radcowski. W 1968 obronił pracę doktorską Dyktatura Józefa Piłsudskiego w świetle Konstytucji Marcowej w latach 1926-1930, w 1974 uzyskał stopień doktora habilitowanego na podstawie pracy Problemy stosunków międzynarodowych w konstytucjach europejskich państw socjalistycznych. W latach 1985–1987 i 1991-2003 był kierownikiem Katedry Prawa Konstytucyjnego WPiA UAM.
Od 1992 pracował równocześnie na Uniwersytecie Szczecińskim. W latach 2001–2011 był dziekanem Zamiejscowego Wydziału Administracji US w Jarocinie. W 2001 założył i został pierwszym rektorem Wielkopolskiej Wyższej Szkoły Humanistyczno-Ekonomicznej w Jarocinie.
Pracował też na Wydziale Społecznym i Ekonomicznym w Gorzowie Wielkopolskim Uniwersytetu Szczecińskiego, był prorektorem w Bałtyckiej Wyższej Szkole Humanistycznej w Koszalinie.
Był członkiem Polskiego Towarzystwa Prawa Konstytucyjnego od chwili jego powstania w 1992 roku.
Był autorem  wielu publikacji z zakresu prawa konstytucyjnego (m.in. Dyktatura Józefa Piłsudskiego w latach 1926-1930 w świetle konstytucji marcowej: prezydent-parlament-rząd, Wyd. UAM 1970, Ustrój PRL, Wyd. UAM 1979, Współczesne systemy ustrojowe, Warszawa 1980, Rządy Józefa Piłsudskiego w latach 1926-1935. Studium prawne, wyd. UAM 1985, współautorem Słownika Wiedzy Obywatelskiej (red. A. Łopatka, wyd. PWN 1970)
Pochowany na Cmentarzu Komunalnym w Koszalinie - kwatera P-17, rząd 12, grób 21.